# Pohlia lacouturei
Pohlia lacouturei är en bladmossart som beskrevs av O'shea 1995. Pohlia lacouturei ingår i släktet nickmossor, och familjen Bryaceae. Inga underarter finns listade i Catalogue of Life.